# Amal (film 2023)
Amal (Amal - Un esprit libre) è un film del 2023 diretto da Jawad Rhalib.

## Trama
Amal, insegnante in un liceo di Bruxelles, vorrebbe che i suoi studenti si esprimessero liberamente, soprattutto per quanto riguarda la libertà sessuale di alcuni di loro. Decide di insegnare le opere poetiche di Abu Nuwas ai suoi studenti e si ritrova ad affrontare la loro reazione negativa e quella dei genitori.

## Riconoscimenti
- 2025 - Premio Magritte
  - Migliore attrice a Lubna Azabal